# Color (manga)
Color – manga yaoi autorstwa Taishi Zaou i Eiki Eiki, wydana w Japonii, w 1999. Pełna publikacja zawiera jeden tom. 

## Opis fabuły
Akcja rozgrywa się w Japonii w czasach współczesnych. Głównymi bohaterami są dwaj nastoletni, uzdolnieni artystycznie chłopcy. Historia rozpoczyna się w momencie, kiedy Takashiro Tsuda, będąc w Galerii, dostrzega niezwykły obraz, bardzo podobny do swojego, o tym samym tytule, "Color". Chłopak ma nadzieję na poznanie autora, z którym, jak sądzi, łączy go pokrewieństwo dusz. Autorzy obrazów spotykają się przypadkiem. Później okazuje się, że Takashiro i Sakae dostali się do tej samej szkoły artystycznej. Pomiędzy chłopcami rodzi się przyjaźń, a w końcu miłość. Przez lata muszą znosić brak akceptacji dla ich związku ze strony otoczenia. Pojawiają się też inne problemy związane z rodziną Sakae.